# Hillevi Wahl
Hillevi Wahl (født 28. juni 1965) er en svensk forfatter, kronikør og foredragsholder. Wahl voksede op i et misbrugerhjem og måtte tidligt lære at tage vare på sig selv. Sin barndom og opvækst har hun beskrevet i bogen 'Kärleksbarnet. Hendes bøger er udgivet på forlagene Norstedts, Rabén & Sjögren og Kalla kulor.
Hun er i dag tilbagevendende klummeskriver i blandt andet Metro, Kommunalarbetaren og Allas.

## Eksterne links
- Hillevi Wahls website

- Hillevi Wahl i Libris (svensk)